# Armazel d'Ibèria
Armazel (mort el 103), fou un rei d'Ibèria a Mtskheta qui hauria regnat de vers el 87 al 103.
Armazel era fill únic i successor del rei Kaos. Fou contemporani del seu cosí segon Azork, rei d'Ibèria a Armazi. Les cròniques georgianes expliquen que era vassall del rei d'Armènia fins que el rei armeni (que anomenen Erovan II -Orontes- no identificat) fou assassinat pel seu ministre Simbaci Bivritan que va posar al tron a Artabat (l'any 100 va morir Tiridates I, no consta pas que fos assassinat, però el va succeir el part Axidares d'Armènia; la crònica es podria referir per Erovand II a Orodes I de Pàrtia); això fou aprofitat pels dos reis georgians que aliats als pobles del Caucas van assolar Armènia retornant al seu territori amb molt de botí. Però llavors el rei dels ossets, Bazuk, va desafiar en duel al ministre Simbaci; el resultat fou una derrota de Bazuk que fou assassinat pels georgians embogits; llavors els dos reis georgians, Armazel i Azork van tornar a atacar Armènia lliurant una sagnant batalla en la qual foren derrotats. Després de refer-se de la derrota els dos reis van tornar a atacar Armènia i altre cop Simbaci els va derrotar i es van haver de reconèixer vassalls del rei d'Armènia (probablement del rei dels parts).
Va deixar un fill de nom Derok, que el va succeir.